# Svenskt visarkiv
Svenskt visarkiv är ett statligt svenskt arkiv med musiketnologisk inriktning. Arkivets uppdrag är att samla in, bevara och förmedla svenska visor, folkmusik, jazz, äldre populärmusik och folklig dans. Svenskt visarkiv grundades 1951 och ingår sedan 1 maj 2011 som en del av den då nybildade myndigheten Statens musikverk. Svenskt visarkiv har säte i Stockholm på Tegeluddsvägen 100 tillsammans med Musik- och teaterbiblioteket och Caprice Music som ingår i samma myndighet.

## Historik
År 1951 tog visdiktaren och radiomannen Ulf Peder Olrog initiativet till att skapa ett svenskt arkiv för att samla hela den månghundraåriga, svåröverskådliga och vitt utspridda skatten av visor och folksånger för att kunna registrera och systematisera de olika verken och rädda dem från att försvinna bort i glömska. Han fick stöd av bland andra skeppsredaren Sven Salén och en stiftelse bildades för ändamålet. Efter hand växte verksamheten med statliga anslag och man började på 1960-talet att också i högre grad bygga upp egna samlingar av material som en institution, som 1968 även inledde musikinspelningsverksamhet av visor och efter hand också instrumental folkmusik.
Under 1970 förstatligades verksamheten och inordnades i den nybildade myndigheten Dialekt- och ortnamnsarkiven samt Svenskt visarkiv (DOVA), som 1993 ombildades som Språk- och folkminnesinstitutet. På 1970-talet bildades även stödföreningen Samfundet för visforskning.
År 1981 anslöts också ett svenskt jazzarkiv till myndigheten och 1992–2005 gavs i samarbete med Caprice Records serien Svensk jazzhistoria ut med ett antal CD-volymer. Perioden 1983–2001 gavs även det stora bokverket Sveriges medeltida ballader ut, liksom den stora CD-samlingen Folk Music in Sweden med 28 CD fram till 1999. Mellan 1995-2014 gav Svenskt visarkiv ut den årliga tidskriften Noterat. Sedan 2015 ger Svenskt visarkiv ut e-tidskriften Puls, med inriktning på musik- och dansetnologi.
Den 1 juli 1999 överfördes arkivet till den myndigheten Statens musiksamlingar. År 2005 flyttade man från den gamla adressen på Norrtullsgatan till det nybyggda Bonnierhuset med Bonniers Konsthall på Torsgatan 19. Från 1 maj 2011 ingår arkivet i den nya myndighetsbildningen Statens musikverk, som också var inrymd på samma adress. I samband med att Statens musikverk fick i uppdrag att även omfatta dans flyttades år 2011 Arkivet för folklig dans till Visarkivet från Dansmuseet. Svenskt visarkiv flyttade 2020 till Tegeluddsvägen 100, på Gärdet i Stockholm.
Man har under 2000-talet vidgat det internationella samarbetet med bland annat länder kring Östersjön, Sydafrika, Vietnam och EU-projekt med digitalisering av arkiven i anslutning till den europeiska internetportalen DISMARC för musikarkiv och tillgängliggörande av arkivet direkt på Internet.  